# یک روز عالی (فیلم ۲۰۱۵)
یک روز عالی (انگلیسی: A Perfect Day) فیلمی کمدی-درام با نویسندگی و کارگردانی فرناندو لئون د آرانوا است که در سال ۲۰۱۵ منتشر شد. این فیلم که اولین فیلم انگلیسی زبان کارگردانش محسوب می‌شود در بخش دو هفته کارگردانان جشنواره فیلم کن ۲۰۱۵ به نمایش درآمد.

## خلاصه داستان
گروهی از امدادگران به منطقه ای دور افتاده در شبه جزیره بالکان می روند تا مشکل کمبود آب آشامیدنی در آنجا را بررسی و حل کنند اما این در حالی است که یک گروه نظامی داخلی، آن منطقه را برای استقرار خود انتخاب کرده است..

## بازیگران
- اولگا کوریلنکو
- بنیسیو دل تورو
- تیم رابینز
- میلانی تیری